# Dojban Nowy
Dojban Nowy (rum. Doibani II, ros. Дойбаны-2) – wieś o spornej przynależności państwowej (de iure Mołdawia, de facto Naddniestrze), w rejonie dubosarskim, nad Trościańcem.